# Augusto Ordine
Augusto Pires Ordine (Rio de Janeiro, ) é um cantor (barítono), maestro, arranjador, preparador vocal e violonista brasileiro.
É formado em educação artística com habilitação em música pela Universidade Federal do Estado do Rio de Janeiro, e em regência coral pelos seminários de música Pro-Arte.
É cantor de jingles e dublador de desenhos animados, cantor do Coro Sinfônico do Rio de Janeiro e assistente do maestro Julio Moretzsohn no coro jovem da Pro-Arte e na Orquestra de Vozes Meninos do Rio, regente do coro Ramo do Delírios e integrante dos grupos Bombando e BR6.

## Discografia
Como integrante do grupo BR6 lançou, em 2008, o CD Here to stay